# Jørn Sloth
Jørn Sloth (født 5. september 1944 i Sjørring) er en dansk skakspiller, som har opnået titlen stormester i korrespondanceskak og vundet verdensmesterskabet i denne disciplin af skakspillet i det 8. VM, spillet fra 1975 – 1980
Han er den yngste spiller nogensinde, der har opnået titlen. Han er uddannet sprogløjtnant i russisk, har taget eksamen som cand. mag i russisk og har undervist i gymnasiet i russisk.

## Karriere
Jørn Sloth vandt i 1962 DM i skak for juniorer, og i 1964 tog han den uofficielle EM – titel for juniorer i Groningen. Han er uddannet som cand. mag., og foretrak allerede som nyuddannet tilværelsen som gymnasielærer og familiefar for en tilværelse som professionel skakspiller. Han var på det danske hold ved OL i skak i 1972 og har i alt haft 52 landskampe for Danmark. Siden 1975 har han mest spillet korrespondanceskak, men deltager stadig af og til i almindelige skakturneringer. Fx vandt han i 2011 det nordiske mesterskab for seniorer (over 65 år) i Reykjavik foran 3 stormestre.